# 阪急5000系電車
阪急5000系電車（5000けいでんしゃ）は、1968年から1969年に製造された阪急電鉄（阪急）の通勤形電車である。1967年の神戸本線の架線電圧1500Vへの昇圧後に最初の1500V専用車として新造され、神戸高速鉄道と山陽電気鉄道への乗り入れに投入された。
本記事では解説の便宜上、大阪梅田方先頭車＋F（Formation＝編成の略）を編成名として記述（例:5000以下8両編成＝5000F）する。

## 製造の経緯
神戸線は輸送力増強と神戸高速鉄道東西線・山陽電気鉄道本線（以下「山陽電鉄」）乗り入れ計画の具体化から、架線電圧が1967年に600Vから1500Vに昇圧された。昇圧完了後の600V対応機能の不要による単電圧化、および居住性や乗り心地向上のための足回りの改善を眼目に新たに設計したのが5000系で、合計47両がナニワ工機で製造された。

## 車体・接客設備
車体寸法は2000系・3000系の流れを汲むが、運転台周りは先に竣工した京都線用3300系での変更に準じている。
運転台の車掌台側仕切り窓にはガラスが設けられ、地下線内での車内放送の共鳴防止を図った。地下線内での避難を考慮し、妻扉と乗務員室仕切り扉の開閉順序が逆になった。扉開閉スイッチは従来は側面乗務員室扉上の小型ボックスによる押しボタン式であったが、胸元あたりで操作可能な箱型で一本のレバーを上下する方式（↑開：↓閉）に変更された。これにより側面乗務員室扉の開き勝手が従来と逆になった。
運転台計器類の上部に付けられていた丸型の戸閉合図灯などの確認灯類は、一列で四角い枠に纏められて設置された。車内放送で使用する車掌マイクの設置位置は、車内から見て乗務員室側面乗降扉左側から右側の扉開閉スイッチ真下に移設した。運転台側にも車掌マイクが設置されている（後に3000系にも設置）。
天井のファンデリア枠は、丸型から3300系と同一の角型へ変更された。車内天井の蛍光灯ボックスの間に仕込まれているスピーカー部を拡大、左右とも同じものを設置した（ただしどちらか片側は非常灯）。

## 主要機器
電動車は製造当初からユニット方式とされ、1010系・1100系までと同じく制御電動車を大阪方とする配置に回帰した。主電動機は3000系と同出力の170kWで、1500V専用設計のSE-542直流直巻電動機を搭載した。弱界磁率は40％止まりとしたため、補償巻線は設けていない。
駆動方式はWN駆動方式、歯車比も3000系と共通の5.31で、定格速度も高く設定されている。パンタグラフは1ユニット当たり2基から1基に変更された。
台車は3300系から採用されたダイレクトマウントの空気ばね台車で、住友金属工業製のFS-369（電動台車）、FS-069（付随台車）を採用した。
ブレーキは発電ブレーキ併用の電磁直通ブレーキ（HSC-D）を採用する。

## 形式
2017年9月に形式呼称が変更され、右が変更後の形式である（5040形は変更時点で形式消滅済み）。

### 新規製造形式
5000形/Mc5000形
大阪梅田向きの制御電動車（M'c）。電動発電機(MG)と空気圧縮機(CP)を搭載し、5500形または5040形とユニットを組む。5030・5031は連解増結用で、前頭部に密着式電気連結器を装備した。
5040形
神戸三宮向きの制御電動車（Mc）。パンタグラフと制御器を搭載する。連解増結用で前頭部に密着式電気連結器を装備した。リニューアル工事で中間車化改造され形式消滅。
5500形/M5500形
5000形とユニットを組む中間電動車（M）。パンタグラフと制御器を搭載する。
5050形/Tc5050形
神戸三宮向きの制御車（Tc）。
5550形/T5550形
付随車（T）。宝塚本線の7両編成組成用に製造されたが、計画変更により1形式1両のみの新造車となった。
その後、リニューアル工事により5050形の中間車化改造車（To・T）が編入されている。5558・5560はTo、他はTとなった。
| 形式   | 車種 | 車両番号                | 両数 | 定員  | 自重  | 台車   | 出力    |
| ------ | ---- | ----------------------- | ---- | ----- | ----- | ------ | ------- |
| 5000形 | M'c  | 5000 - 5013・5030・5031 | 16両 | 140人 | 35.0t | FS-369 | 170kW×4 |
| 5040形 | Mc   | 5040・5041              | 2両  | 140人 | 35.7t | FS-369 | 170kW×4 |
| 5500形 | M    | 5500 - 5513             | 14両 | 150人 | 35.5t | FS-369 | 170kW×4 |
| 5050形 | Tc   | 5050 - 5063             | 14両 | 140人 | 26.0t | FS-069 |         |
| 5550形 | T    | 5563                    | 1両  |       |       |        |         |

### 改造編入形式
5520形/M5520形
5000形を中間車化した中間電動車（M'o・M'）。5529・5531はM'o、他はM'となった。
5540形/M5500形
5040形を中間車化した中間電動車（M）。新形式呼称では、新規製造分のM5500形と同一車種の扱いとなった。
5570形（5580形）/T5550-1形（種車がMc5100形の場合はT5550-2形）
5100系から編入の付随車（T）。5570は制御電動車の5130を電装解除、他は5650形が種車となっている。リニューアル開始当初は5580形、完了以降は5570形となった。2021年以降は、ハイフンによる区分がなくなり、形式上はTc5050形改造のT5550形と同一グループとして扱われている。

## 製造
当初は3両編成を2本つないだ6両編成（Mc'-M-Tc+Mc'-M-Tc）の7編成42両が製造され、神戸本線に配備された。
| ← 大阪神戸 → | ← 大阪神戸 → | ← 大阪神戸 → | ← 大阪神戸 → | ← 大阪神戸 → | ← 大阪神戸 → | 竣工      |
| Mc'          | M            | Tc           | Mc'          | M            | Tc           |           |
| 5000         | 5500         | 5050         | 5001         | 5501         | 5051         | 1968年1月 |
| 5002         | 5502         | 5052         | 5003         | 5503         | 5053         | 1968年2月 |
| 5004         | 5504         | 5054         | 5005         | 5505         | 5055         | 1968年2月 |
| 5006         | 5506         | 5056         | 5007         | 5507         | 5057         | 1968年7月 |
| 5008         | 5508         | 5058         | 5009         | 5509         | 5059         | 1968年7月 |
| 5010         | 5510         | 5060         | 5011         | 5511         | 5061         | 1968年8月 |
| 5012         | 5512         | 5062         | 5013         | 5513         | 5063         | 1969年2月 |

1969年には、連結解放運用を行うための増結車として、Mc'・Mcが2両ずつ製造された。
| ← 大阪 | ← 大阪 | 竣工       |
| Mc     | Mc'    |            |
| 5040   | 5030   | 1969年11月 |
| 5041   | 5031   | 1969年11月 |

1969年秋、最終編成の5012Fの6両編成を7両編成化して宝塚線へ転属させることとなり、5550形付随車を1両製造した。しかし、運転上扱いにくいという理由で神戸線に戻すことになり、続けての移籍計画は中止された。5550形は5563の1両のみの製造となった。
| ← 大阪 | 竣工       |
| T      |            |
| 5563   | 1969年11月 |

5000系は5014以降の増備計画もあったが、通勤車両への冷房搭載の機運の高まりから、増備は試作冷房車として設計変更した5200系に移行した。

## 編成組成の変遷
製造当初の編成は以下のとおりである。番号順に規則的な編成組成がなされていた。
←梅田
- 神戸本線用
  - 5000-5500-5050+5001-5501-5051
  - 5002-5502-5052+5003-5503-5053
  - 5004-5504-5054+5005-5505-5055
  - 5006-5506-5056+5007-5507-5057
  - 5008-5508-5058+5009-5509-5059
  - 5010-5510-5060+5011-5511-5061
- 宝塚本線用
  - 5012-5512-5062+5013-※5563-5513-5063

+は先頭車同士の連結部を示す。
ここでは5550形を※で示した。5000系の製造終了に伴い、5550～5562は欠番となった。

### 1987年まで
1970年末より、神戸本線で連結解放運用が始まった。これは、6両編成に梅田側に2両を増結して8両編成を組成し、編成長が6両に制限される山陽電鉄ではこの2両を三宮駅（現在の神戸三宮駅）で切り離して乗り入れするという運用であった。これに伴い、5000F、5002Fが編成を崩され、新規に製造された※を組み込んで以下のように再組成された。
- 5000-※5040+※5030-5500-5050+5001-5501-5051
- 5002-※5041+※5031-5502-5052+5003-5503-5053

製造・組み込みは前年中で、連結解放運用の開始までは神戸本線内で8両編成で使用された。5563が組み込み先編成の車両番号を考慮して飛び番号で製造されたのに対し、今回は製造順に0、1と番号が付された。連結解放運用はこの4本が5200系の同様の編成と共に限定的に充当された。
一方、5200系5200Fが製造されたのに伴い、連結解放運用対象外の編成のうち2本が暫定的に5200系と編成を組んで以下のようになった。ここでは5200系を※で示す。
- 5006-5506-※5741-※5711-5056+5007-5507-5057
- ※5201-※5241+※5231-※5701-※5251+5004-5504-5054
- ※5202-※5242+※5232-※5702-※5252+5005-5505-5055

5006Fは、編成内に5両編成が発生した点、非冷房の5000系編成内に冷房車の5200系が連結された点で非常に特異な存在となった。また、5004F、5005Fは5200系が密着式電気連結器を装備していたため、連結解放運用に使用された。
1971年、5000系は5012Fが宝塚本線から神戸本線に再転用され、5200系は5203Fが製造され、再び編成替えが行われた。※が新たに製造された車両である。5004Fと5006Fは6両編成に復帰し、5013Fは分割の上で新たに連結解放運用に充当されるようになった。
- 5202-5242+5232-5702-5252+5012-5512-5062
- ※5203-※5243+※5233-※5244+5013-5563-5513-5063
- 5004-5504-5054+5005-5505-5055（旧編成復帰）
- 5006-5506-5056+5007-5507-5057（旧編成復帰）

1977年12月、連結解放運用が6000系に置き換えられることになり、それに先立って同年3月に、5000系の連結解放運用編成が元々6両編成だった編成も交えて編成替えが実施され、4両編成×2本の8両編成が5本造られた。上記のとおり付随車が1両しか製造されていないことから車両が大幅に不足したが、製造終了から時間が経っていたうえ、同時期に機器の構造が複雑な2021系（改造後・2071系）の編成解除・付随車化工事が行われていたことから、これらが5550形付随車の代用として5000系に組み込まれることになった。連結位置は基本的に上記の5013Fに準じていたが、連結解放運用に用いられていた4本は変則編成となった。ここでは新たに組み込まれた付随車を※で表す。
- 5000-※2184-※2085-5040+5030<※2083-5500-5050
- 5002-※2181-※2082-5041+5031-※2182>5502-5052
- 5001<※2081-5501-5051+5003-※2183>5503-5053（通常の編成）
- 5004<※2084-5504-5054+5005-※2185>5505-5055（通常の編成）
- 5006<※2086-5506-5056+5007-※2186>5507-5057（通常の編成）

<、>は2021(2071)系の元先頭車の運転台部分との連結部を示す。例えば<2081‐は梅田側に運転台を持っていた車両である。2021系の運転台部分以外の貫通路幅は5000系よりも広く、改造時に狭めるためのアダプターが設置された。ただし、元連結解放運用編成2本（上2段）の2184‐2085、2181‐2082間の連結部は、2021系同士で連結に支障がないため、原形のまま残された。
この時組み込まれた2021系12両は、エコノミカル台車と呼ばれる空気ばね台車を装備しており、この改造で2021系の空気ばね台車装備車両は全車5000系に組み込まれることになった。また、当時非冷房であったので組込みに際して冷房搭載改造された。車内側の意匠は極力前後の5000系に合わせられたものの、冷房機は当時の新造車に使用されていた新型機（10500cal/h×3基/1両）が搭載され、さらに元先頭車は運転台撤去跡が残る改造のみで組み込まれている。
1979年、連結解放運用からの撤退後も6M2T編成（他の8両編成は4M4T）のままとなっていた5200系との混結編成が、編成替えによって6両編成化された。この時5563は5202Fに組み込まれ、連結していた2本は製造時の編成に復帰した。ここでは5200系を※で示す。
- 5012-5512-5062+5013-5513-5063
- ※5202-※5242+※5232-※5702-5563-※5252

また、同年6両編成のまま残った3編成に対して増結が行われ、全編成が8両編成となった。6両編成は長らく今津線を中心に使用されていたが、西宮北口駅の神戸本線ホーム延長に伴い今津線は南北に分断されることになり、それを機に2000系と入れ替わる形で神戸本線に集結することになった。組成順に以下のとおりである。
- 5008-＊＊2066-5508-5058+5009-＊＊2069-5509-5059
- 5012-＊2882-5512-5062+5013-2883-5513-5063
- 5010-※2090-5510-5060+5011-※2171-5511-5061

この時連結された車両は、2000系は支線転出で、2800系は7両編成化で余剰となった車両で、特に元特急車の2800系は窓の形状などに大きな差異があった。ここでは2071系を※、2000系を＊＊、2800系を＊で示した。
しかし、1984年5月に発生した六甲事故で廃車された2000系2050の代車を手配するにあたり、他形式を巻き込んだ編成替えが行われた。これにより、5010Fの2171が3100系の編成に転用され、代わりに2800系の2886を組み込むこととなった。
- 5010-2090-5510-5060+5011-＊2886-5511-5061

1987年、後述の車体更新の進捗に伴い、5010F、5012Fは改造時に対象から外れた2800系中間車を差し替えるための編成替えが実施された。ここで長らく5200系の編成内に連結されていた5563が5000系の編成に組み込まれた。抜かれた2800系は中間車捻出元の5200系や2000系の編成に転用された。ここでは新たに連結された車両を※で示す。
- 5010-2090-5510-5060+5011-※5563-5511-5061
- 5012-※2172-5512-5062+5013-※2174-5513-5063

### リニューアル開始後
2000年よりリニューアル工事が始まった（詳細は後述）。リニューアルに際して、2000系列付随車に代わって同様の工事を受けた5100系付随車5650（→5580）形を連結して下記編成図の状態になった。ただし、5012Fのみ2003年に未改造のまま、同じく未改造の5650形を連結し、2071系を置き代える編成替えが行われた。ここでは新たに連結された車両を※で示す。
- 5001<2081-5501-5051+5003-※5563-5503-5053
- 5012-※5662-5512-5062+5013-※5663-5513-5063

5012Fはリニューアルまでの約1年間、この編成で使用された。

### 今津北線転属による編成短縮
1000系の増備に伴い、2016年5月に5010Fが5580・5581のT車2両を抜いた6両編成となり、今津北線専用編成となった。
さらに、2016年6月には5004Fが、2017年4月には5006Fが、2017年7月には5002Fが、2017年10月には5012Fが、2018年4月には5008Fが、2018年7月には5001Fが今津北線専用編成となり、同線に残っていた3000系、3100系および7000系を置き換えた。6両編成化に伴い抜かれたこれらのT車は廃車となっている（詳細は後述）。

## 改造

### 冷房化改造

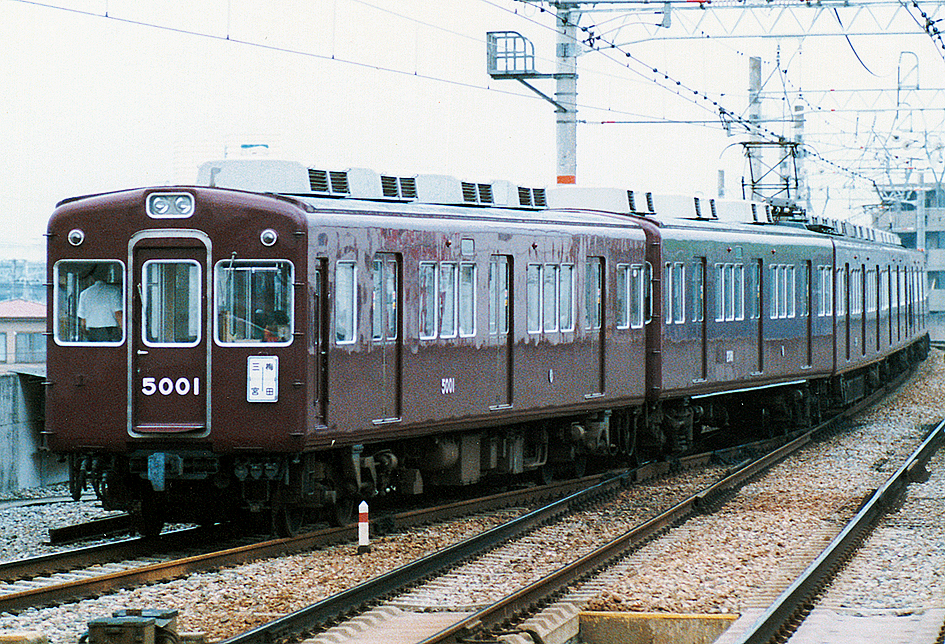
冷房化改造後の5000系 5001ほか8両
（園田駅、1988年）

1973年から1974年にかけて、京都線特急車2800系に続いて冷房搭載工事が施工された。冷房装置は2800系や5200系で採用された扇風機併用集約分散式（形式:RPU2202形）8000kcal/h×4基/1両であり、冷房ダクトが設置された関係で屋根が室内側に若干低く平天井になった。屋根上にあった通風ダクト（モニター）は、パンタグラフの下の部分を残し撤去された。
MGは60kVAが2両に1台の割合で搭載されていたが、京都線車両と同様の4両に1台の割合で120kVAを搭載する方式に変更、京都線車両と同様の東洋電機製TDK3760-Aが搭載された。台車は重量増加に対応するため、形式はそのままに5100系ほか新造冷房車と同等までに強化されている。
連解運用の終了後に8両編成化で組み込まれた2021系→2071系も冷房改造が行われ、10,500kcal/h×3基を搭載した。

### 方向幕設置

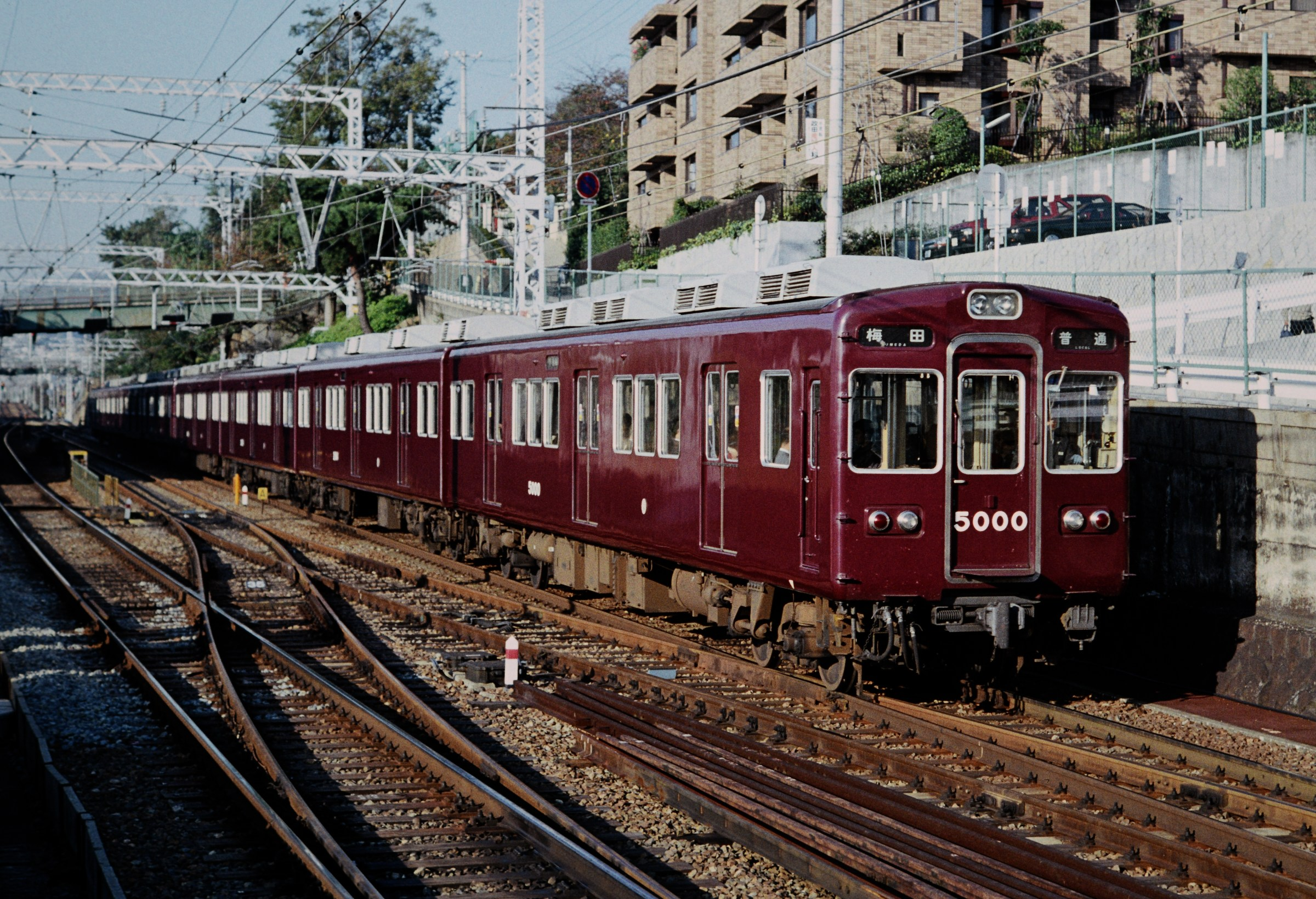
方向幕設置後の5000系 5000ほか8両
（1990年 御影駅）

1984年から1990年にかけて、先頭車の前面上部と2071系も含めた全車両の側面に方向幕が設置された。標識灯は窓下に下ろされ、種別灯と尾灯が別々に4灯新設された。伊丹線予備車となった5000Fを除いて4両編成での運用機会はなくなっていたため、この時点で1、8両目に連結されていた先頭車のみが施工された。5000F中の5040、5030以外の4、5両目の先頭車は、後にマスコン、ブレーキ、スタフ切替器といった運転機器が撤去されて先頭車としての機能を失っている（乗務員室自体は残存）。
これに合わせ、車体の補修や車内化粧板の張替えなどが施工された。パンタグラフ下に残っていた通風ダクトも撤去されている。

## リニューアル
1990年代以降、阪急電鉄は21世紀初頭まで新車の大量投入がない状況が続いていた。
当時、3000系や増結用中間車となった2000系列が大量に残存している状況であったため、将来的な車両の使用のために製造から30年近く経過した本形式を対象に大規模なリニューアル工事が実施された。全編成がアルナ工機（2002年以後はアルナ車両）において施工されている。
リニューアルの第1号の5010Fは2001年9月に工事を終え、2007年11月の5002Fをもって全編成への施工が完了した。

### 外観・機能面の変更点
前面は8000系に準じて貫通扉のガラスが下方に拡大されたものとなり、種別標識灯と尾灯は8000系と同じ角型に変更、足掛けが大型化され垂直部にステンレスが貼られた。足掛けは施工の度に薄くなり、1本目の5010F、2本目の5008F、3本目の5006F以降とで異なっている。種別標識灯は白色のLEDを初採用し、視認性向上を図った。
塗装はツーハンドル車では初めて屋根肩部がアイボリーに塗り分けられ、先頭車には排障器が設置された。前面の車両番号は、1本目の5010Fでは貫通扉に設置されたが、2本目の5008F以降は車掌台側の窓下に変更された。それに伴い同部分の種別灯・尾灯の位置が若干下げられた。先頭部のジャンパ栓は撤去されたが、連結器は自動連結器で変更はない。
編成は従来は M'c-T-M-Tc+M'c-T-M-Tc が基本であったが、組成変更により M'c-M-T-T-M-M'-T-Tc の8両固定編成となった。編成中間の先頭車は運転台を撤去し、撤去部はリニューアル1本目の5010F、2本目の5008Fまでは運転台撤去跡が残されたが、3本目の5006F以降は完全な中間車に改造されている。編成中の2000系列に代わって5100系より17両を5570形（当初は5580形）として編入、編成全車を空気ばね台車で統一した。5100系編入車と従来からの5000系では、屋根形状に差異が見られる。
冷房装置は従来の8,500kcal/h×4から10,500kcal/h×4に強化された。既存のRPU-2202（8,500kcal/h）に代わり、新冷媒と除湿機能を搭載したRPU-3018（10,500kcal/h）が設置されている。
集電装置はシングルアーム式（PT-7105）に換装された。5501・5503 - 5507は阪神・淡路大震災で破損したパンタグラフの代替品を捻出するため、既にシングルアーム式に換装されていた。
運転台は速度計をデジタル式に変更、表示灯もLED化された。運転台デスク部は5010Fでは黒色化されたが、5008F以降の編成では従来の色のままである。ブレーキは従来車同様のHSC-Dであるが、非常ブレーキが電気指令化された。なお、5002Fは神戸本線の新型ATS切り替えの都合で、リニューアル工事入場前に非常ブレーキの改造を受けていた。

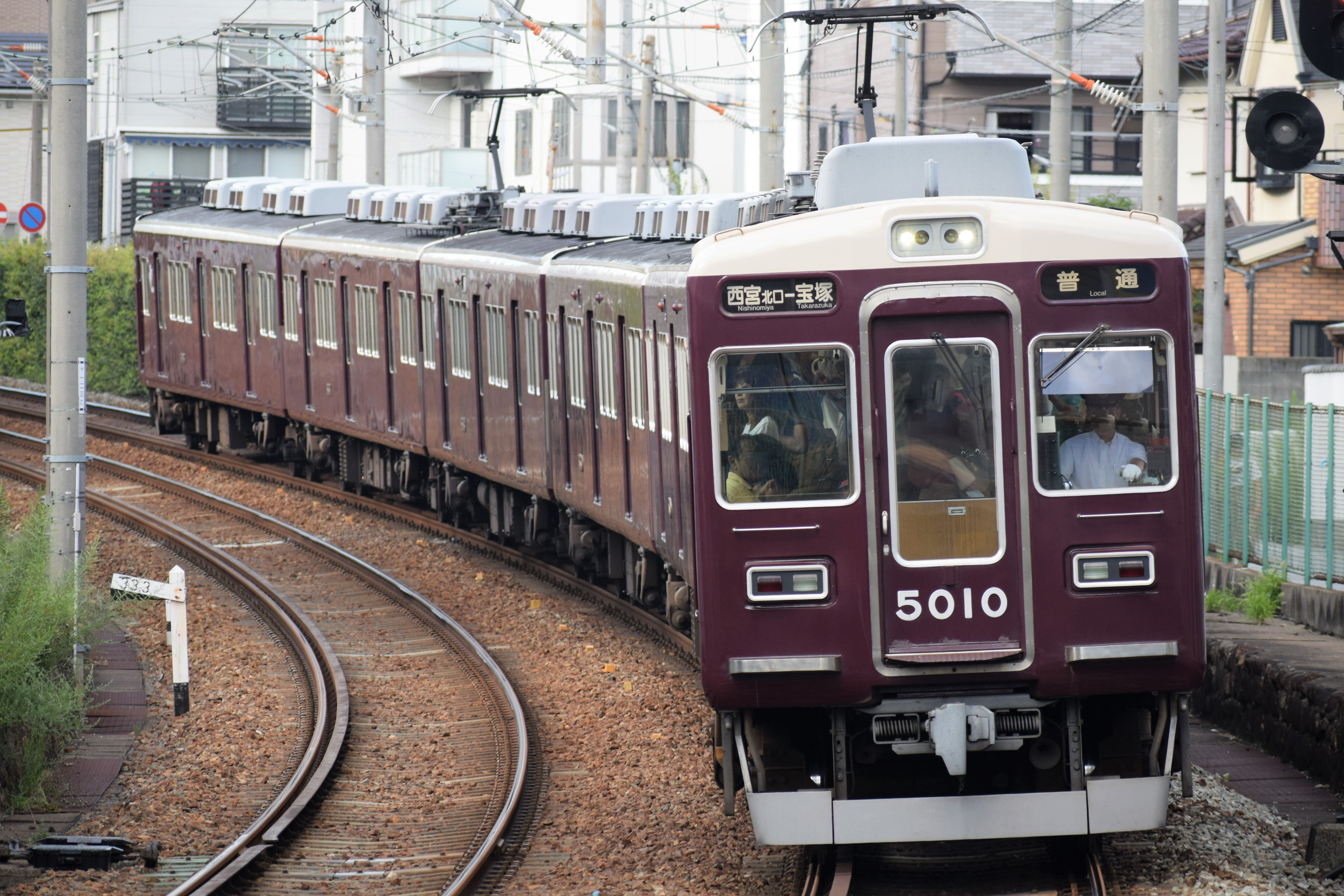
最初に更新工事を受けた5010F、車両番号は貫通扉に表示
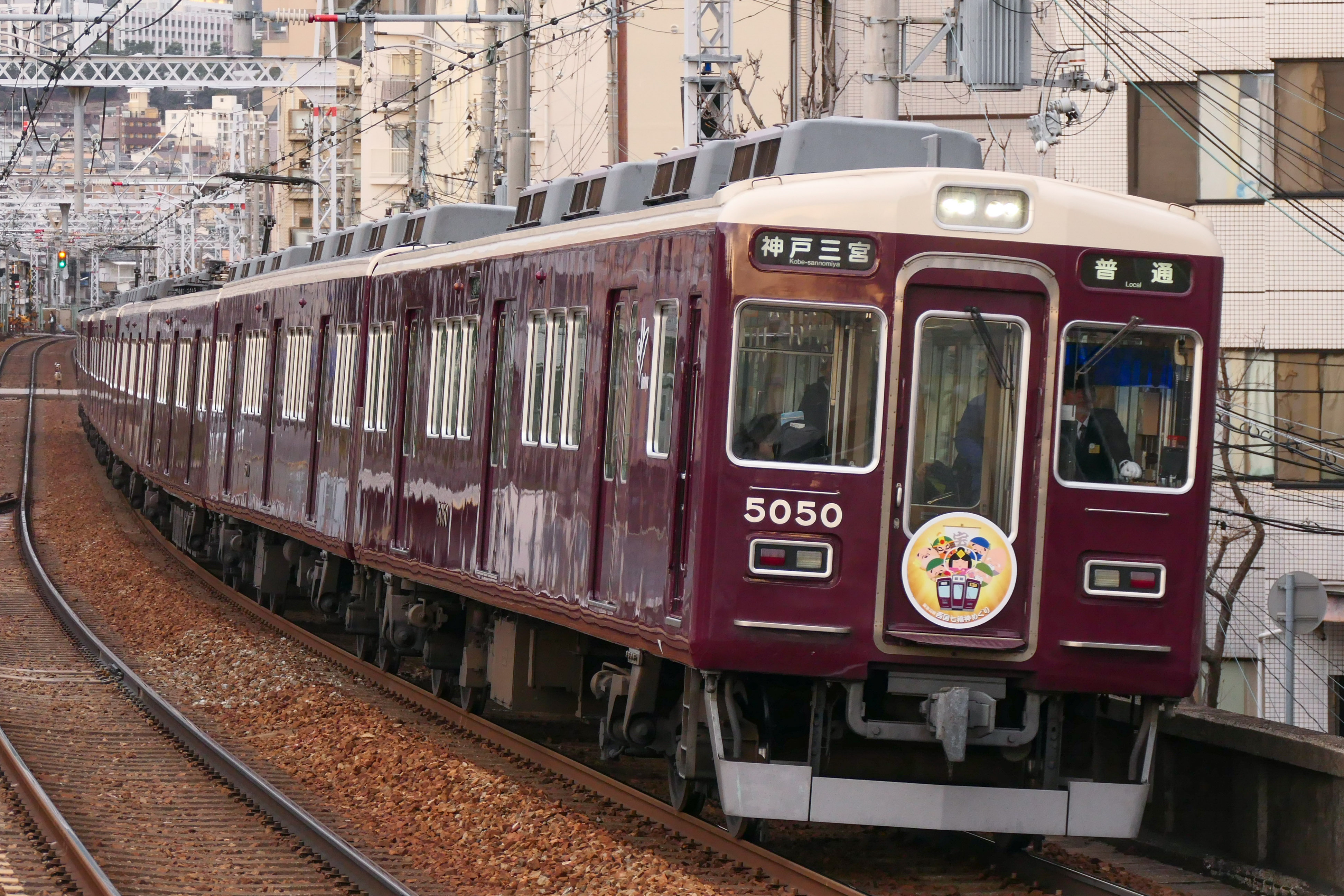
2007年に更新工事を受けた5000F、車両番号は車掌台側に表示
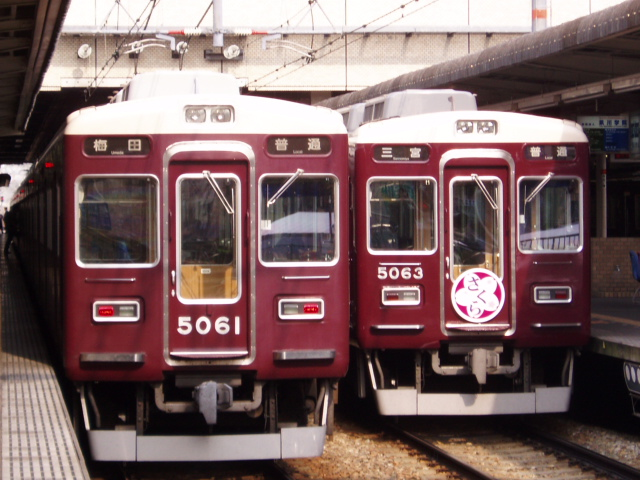
5061・5063の前面比較。 足掛けの厚さや車両番号の位置が異なる。
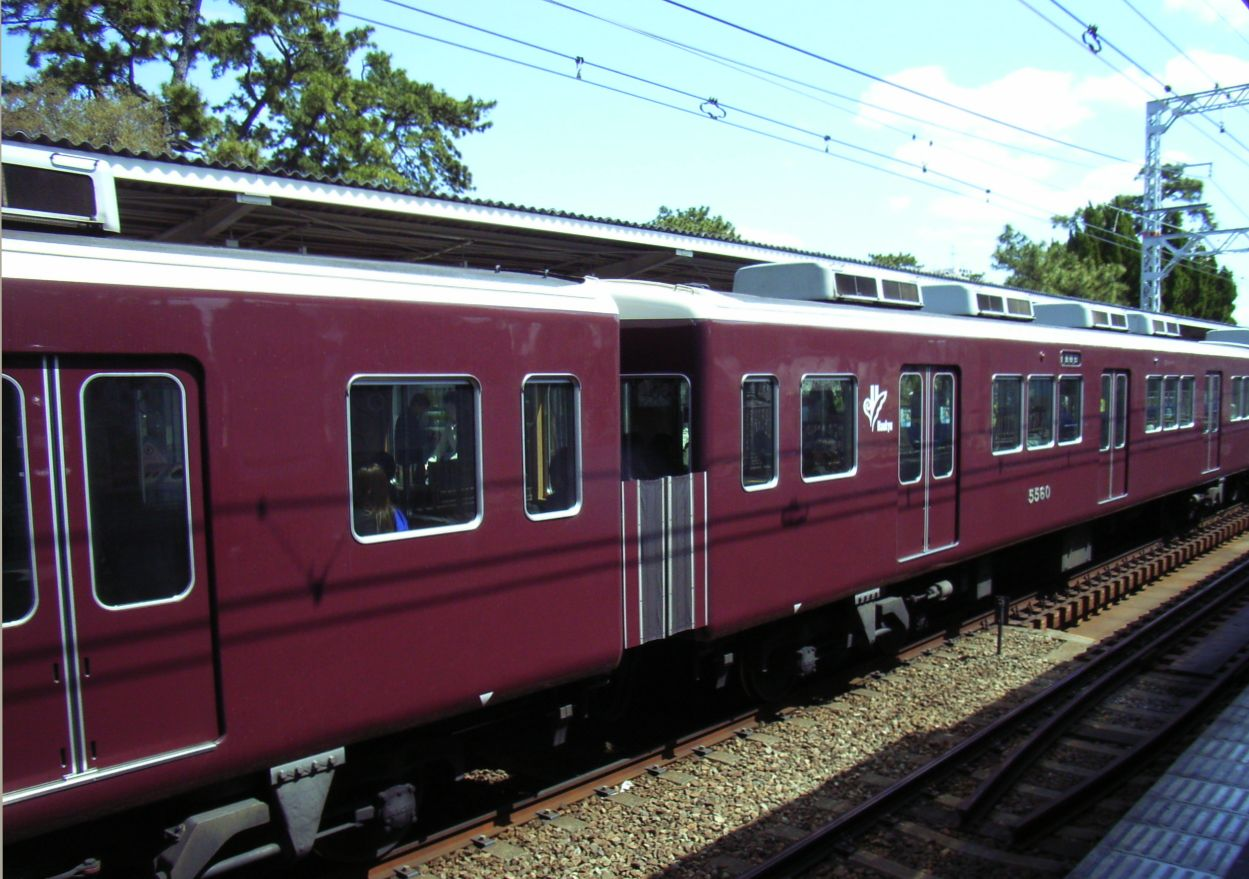
運転台撤去車5560・5531の連結部。
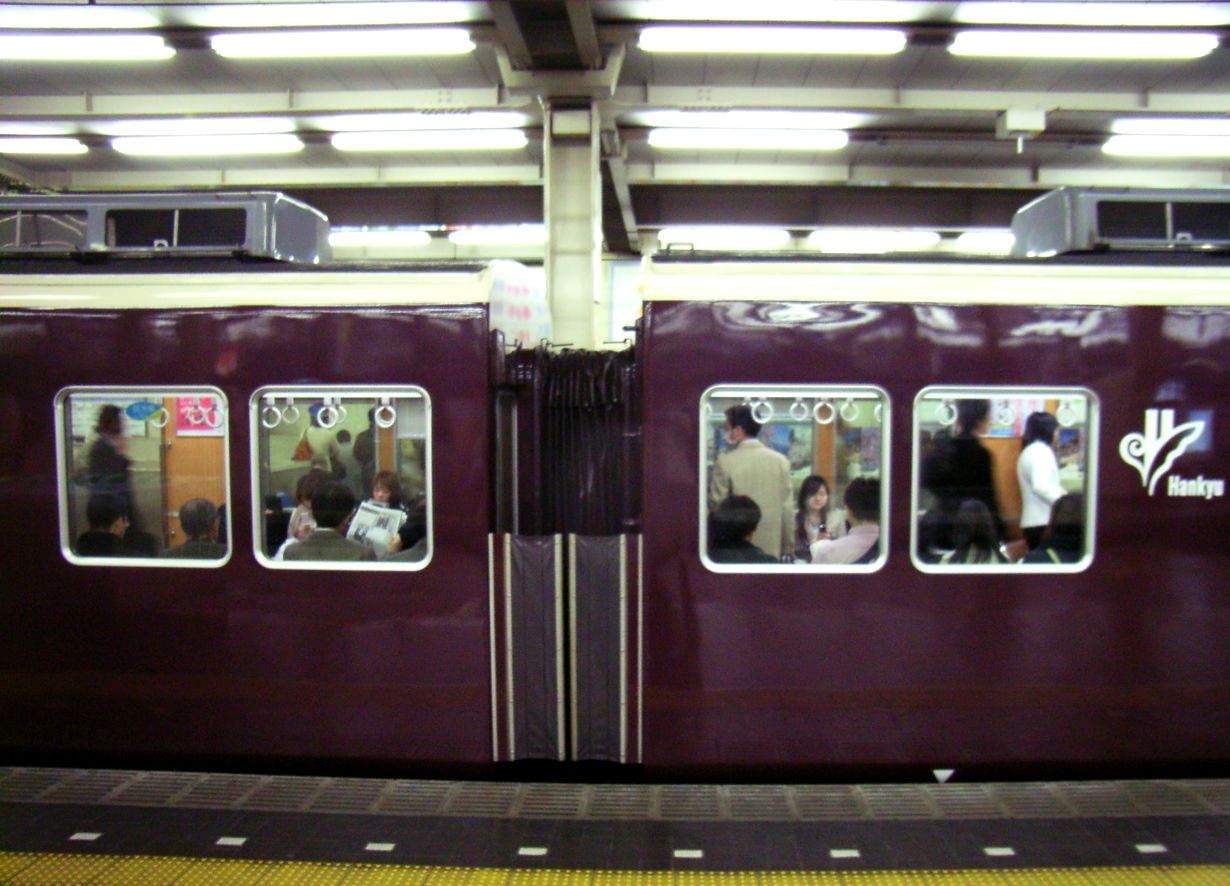
屋根形状の違いによる車高の比較。 （右が元5100系）

### 客室設備の変更点
車内の化粧板はマホガニー模様の木目調を継承するが、妻面や扉部分は更に濃い色調としてアクセントを付けた。この色調の内装は9000系・9300系以降の新造車にも引き継がれている。
窓ガラスは緑色のUVカットの複層ガラスに交換され、乗降扉のガラスも大型化された。側窓はパワーウィンドウを採用、日除けは阪急伝統の鎧戸型からフリーストップ式のロールカーテンに変更され、操作性の向上を図った。リニューアル1本目・2本目の旧乗務員室部分は横仕切りの一部を残して2人掛けの座席を設置、狭幅のパワーウインドウ付き側窓が設置された。
床材は模様入りとなり、側入口付近は滑り止め加工を行った。荷棚は従来はパイプ式であったが、荷物落下防止のためポリカーボネート製のボード形に変更、6本目の5001Fでは金属化された。車内天井の冷房吹出口は従来同様ながら形状を変更、側出入口付近にはスイープファンを設け、補助回転扇を撤去し、フラットな天井構造となった。
バリアフリー対応の設備も設けられ、各車の扉付近3箇所には、次駅案内や停車駅案内等を行うLED式車内案内表示装置が設置された。車椅子スペースは大阪方から1・3・5・8両目に設けられている。扉開閉予告灯とドアチャイムも設置されている。つり革は座席前のものを従来より50mm下げ、床面から1,567mmの高さとして使用性の向上を図った。

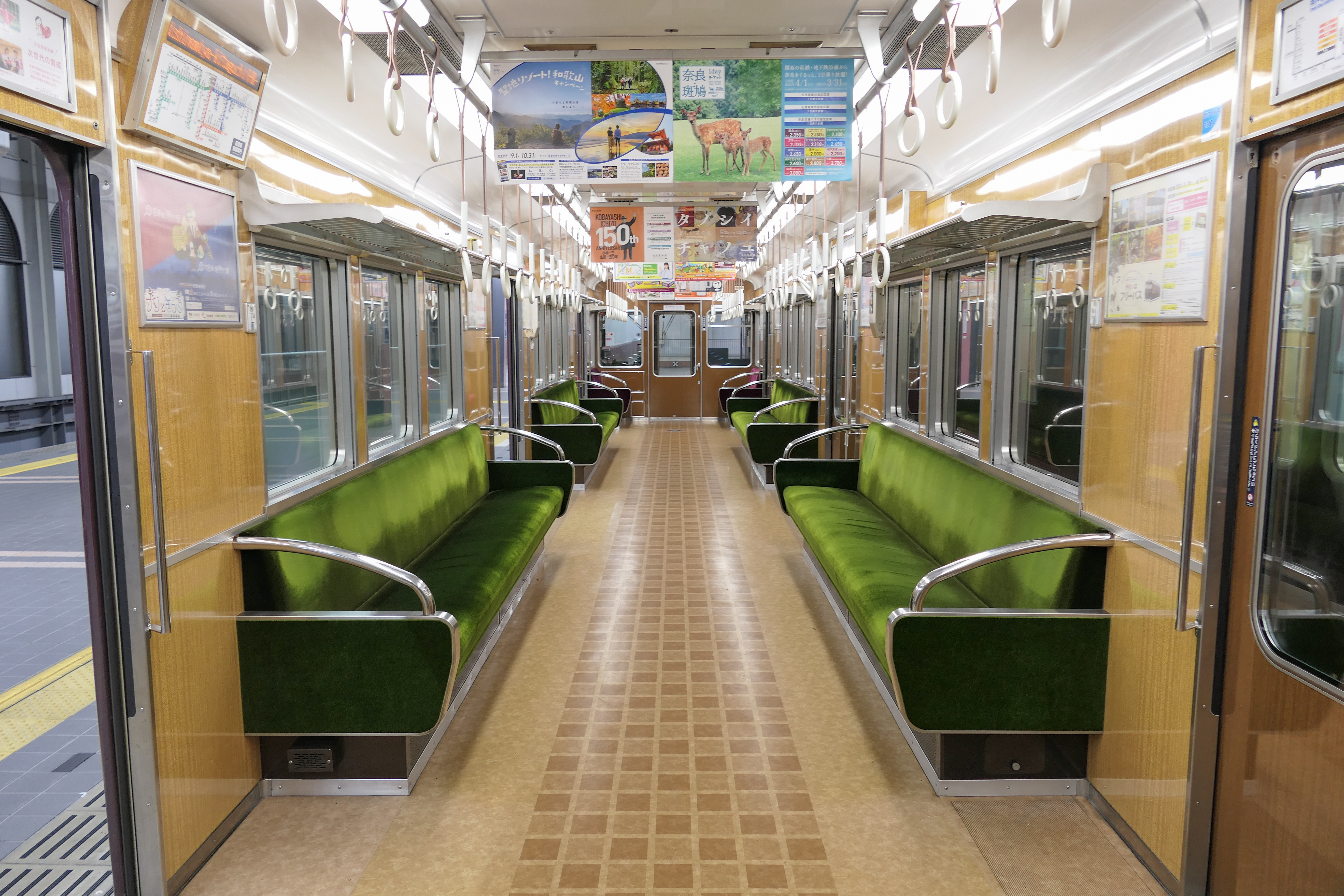
車内
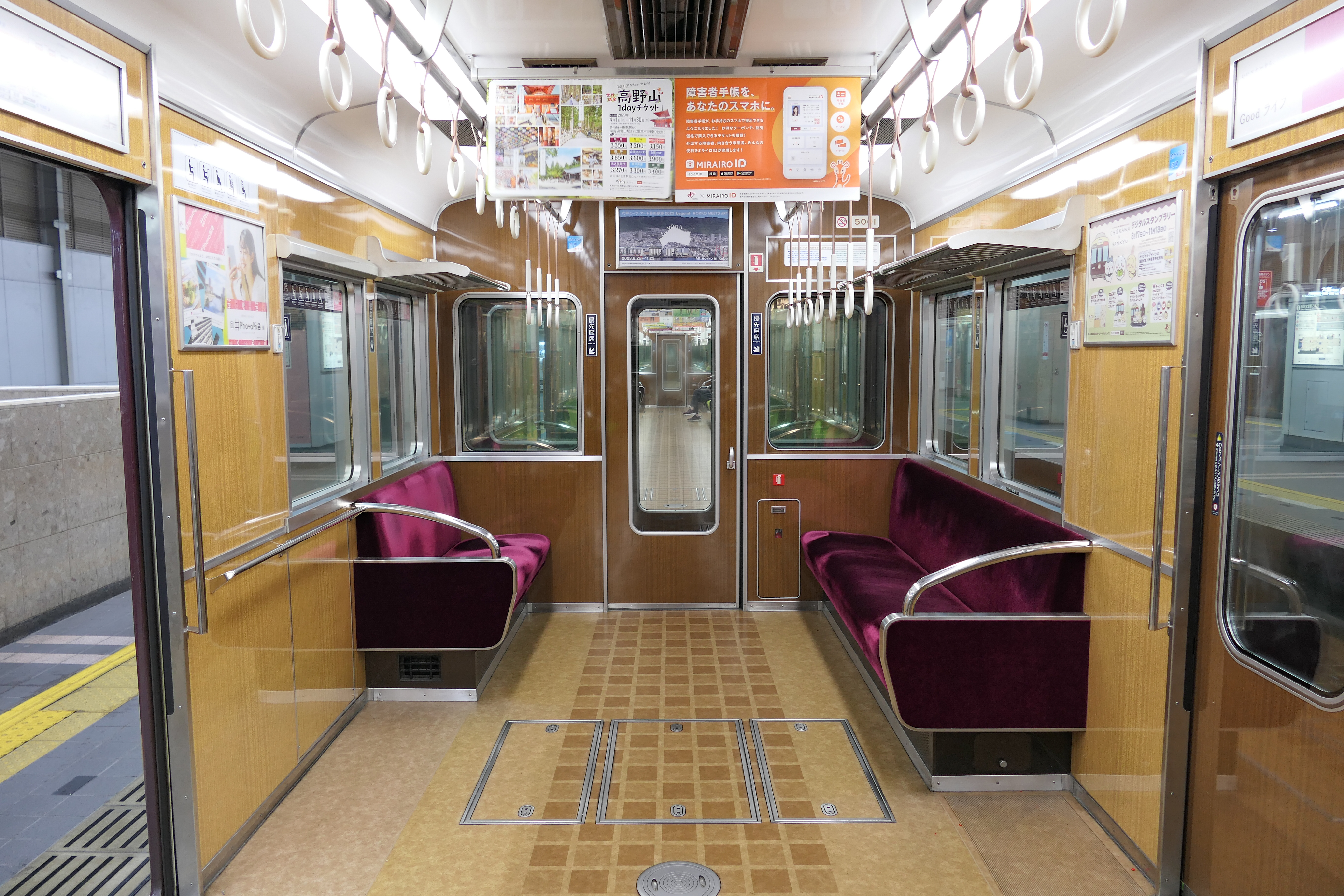
車端部の優先席・ フリースペース
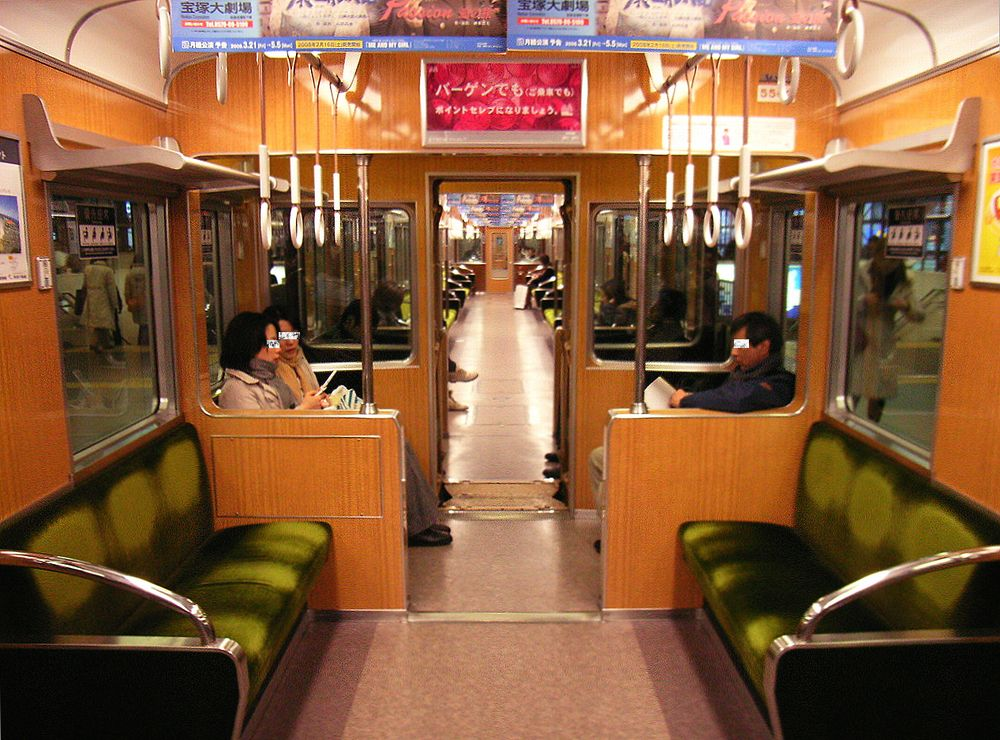
5560の簡易中間化改造部

### リニューアル後の編成
編成は以下のとおり。施工順に記載する。カッコ内は改番車の旧車番。
| ← 大阪梅田神戸三宮 → | ← 大阪梅田神戸三宮 → | ← 大阪梅田神戸三宮 → | ← 大阪梅田神戸三宮 → | ← 大阪梅田神戸三宮 → | ← 大阪梅田神戸三宮 → | ← 大阪梅田神戸三宮 → | ← 大阪梅田神戸三宮 → | 竣工           |
| M'c                  | M                    | T                    | To                   | M'o                  | M                    | T                    | Tc                   |                |
| 5010                 | 5510                 | 5580 (5660)          | 5560 (5060)          | 5531 (5011)          | 5511                 | 5581 (5661)          | 5061                 | 2001年9月28日  |
| 5008                 | 5508                 | 5588 (5668)          | 5558 (5058)          | 5529 (5009)          | 5509                 | 5589 (5669)          | 5059                 | 2002年10月25日 |
| M'c                  | M                    | T                    | T                    | M'                   | M                    | T                    | Tc                   |                |
| 5006                 | 5506                 | 5586 (5666)          | 5556 (5056)          | 5527 (5007)          | 5507                 | 5587 (5667)          | 5057                 | 2003年10月24日 |
| 5012                 | 5512                 | 5582 (5662)          | 5562 (5062)          | 5533 (5013)          | 5513                 | 5583 (5663)          | 5063                 | 2004年11月19日 |
| 5004                 | 5504                 | 5584 (5664)          | 5554 (5054)          | 5525 (5005)          | 5505                 | 5585 (5665)          | 5055                 | 2005年11月4日  |
| 5001                 | 5501                 | 5591 (5681)          | 5551 (5051)          | 5523 (5003)          | 5503                 | 5563                 | 5053                 | 2006年8月1日   |
| 5000                 | 5500                 | 5590 (5670)          | 5593 (5680)          | 5520 (5030)          | 5540 (5040)          | 5570 (5130)          | 5050                 | 2007年1月26日  |
| 5002                 | 5502                 | 5592 (5672)          | 5572 (5652)          | 5521 (5031)          | 5541 (5041)          | 5573 (5653)          | 5052                 | 2007年11月27日 |

### その他の改造
2014年より前照灯がLEDに更新されている。

## 廃車

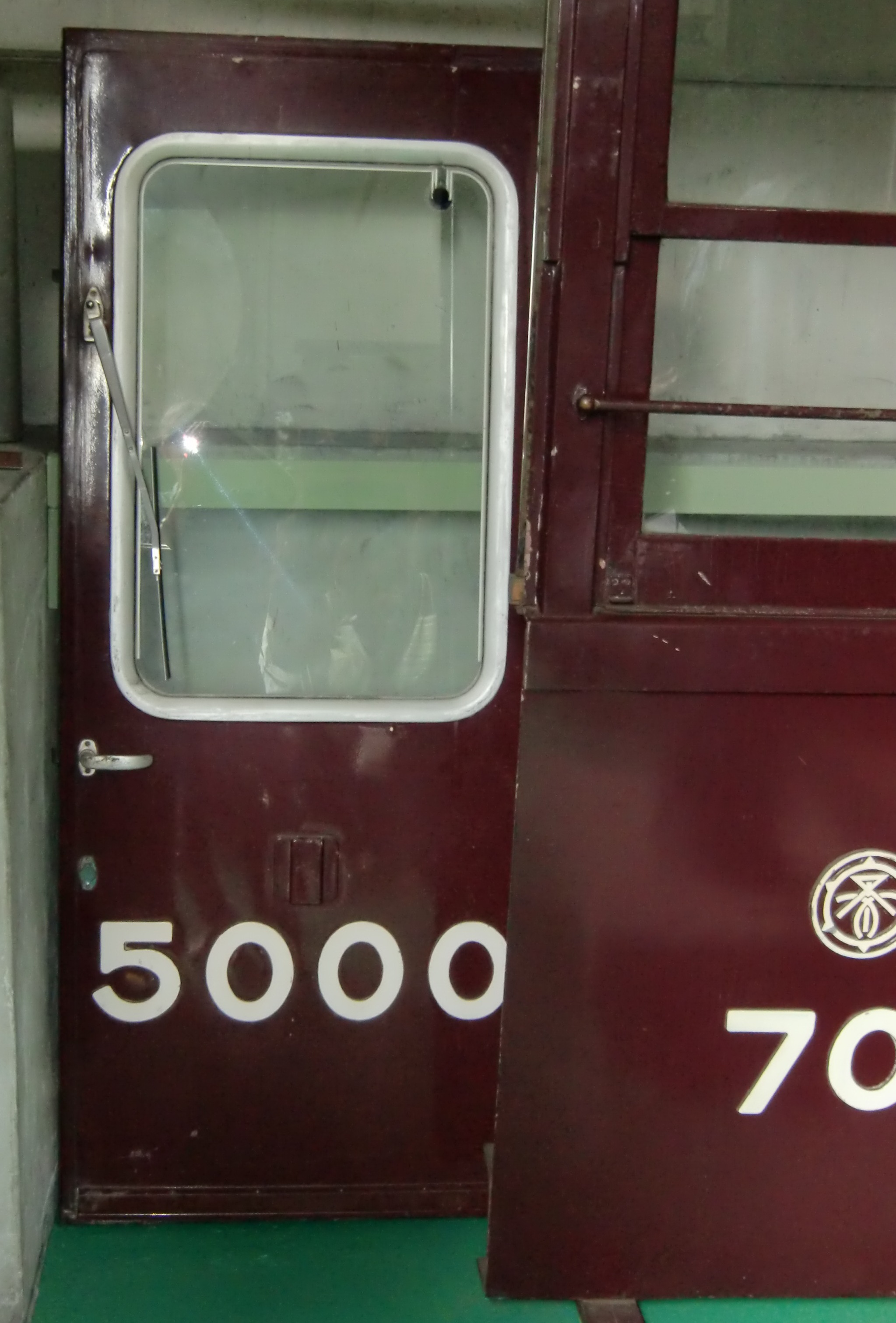
保存されている5000の原形貫通扉　2011.5.8　正雀工場内の阪急ミュージアムにて

前述のとおり、2016年から今津北線への転用に伴い抜かれたT車は5100系のリニューアル車を含め以下のとおりに廃車となっている。
- 5580・5581（5010F）
- 5584・5585（5004F）
- 5586・5587（5006F）
- 5582・5583（5012F）
- 5592・5573（5002F）
- 5588・5589（5008F）
- 5591・5563（5001F）

2019年4月に5563が廃車されたことにより、製造当初から5000系であった車両に初の廃車が発生した。
相次いで今津北線へ転用された中、最後まで8両編成で残っていた5000Fは2020年2月20日に正雀工場へ廃車回送され、3月24日から27日にかけて陸送で搬出、4月2日付けで廃車となった。5000系では初の編成単位での廃車となり、また、阪急のリニューアル車では初の編成単位での廃車となった。
現在、5000系は全て今津北線用の6両編成×7本のみとなっており、5100系からの編入車は5002Fの5572を残すのみとなった。
リニューアル工事で交換された5000の貫通扉は、正雀工場内の阪急ミュージアムで保存されている。
また、7004Fの今津線転用に伴い、今津線で運用されていた5012Fが2023年6月22日付けで編成単位で廃車された。

## 運用
5000系は神戸線に集中配置され、山陽電鉄須磨浦公園駅への乗り入れ・連解運用に充当された。宝塚線にも短期間配属されたほか、1970年の大阪万博開催時には臨時列車として京都線、千里線での入線実績もある。
1977年に神戸線の連解運用が6000系に置き換えられ、5000系は新開地駅までの運用となり、2021系を付随車として組み込んだ8両編成となった。6両のまま今津線で運用された編成もあったが、1984年の今津線分断を機に8両編成化され神戸本線の配置となった。
1995年に発生した阪神・淡路大震災では5000系は特に大きな被害を受けなかったが、5012Fが岡本駅 - 御影駅間で被災し同区間に閉じ込められ、全線復旧までの間夙川駅 - 岡本駅（後に夙川駅 - 新開地駅）間の折り返し運用に就いていた。
5000系は特急から普通まで幅広く運用されていたが、2006年10月28日のダイヤ改正で神戸本線の日中の特急で115km/h運転開始以降は、日中は普通運用が主体となり、特急の運用は夕方ラッシュ時のみとなった。
今津北線へは全編成が8両編成であった時代は神戸本線へ直通する準急および臨時列車でのみ乗り入れていたが、今津北線に転用された編成は普通でのみ運用されている。ただし、臨時列車としては急行運転された実績がある。
2020年に神戸本線最後の5000系であった5000Fが廃車されたことにより神戸本線、神戸高速線での運用を終了し、ツーハンドルマスコン装備車が同編成をもって神戸本線から消滅した。以後は全編成が今津北線での運用となっている。

## 50周年関連
2018年、5000系の登場50周年記念として、5000FにHMと旧社章を復刻した記念列車が2018年4月7日から6月30日まで運行され、各種グッズも販売された。

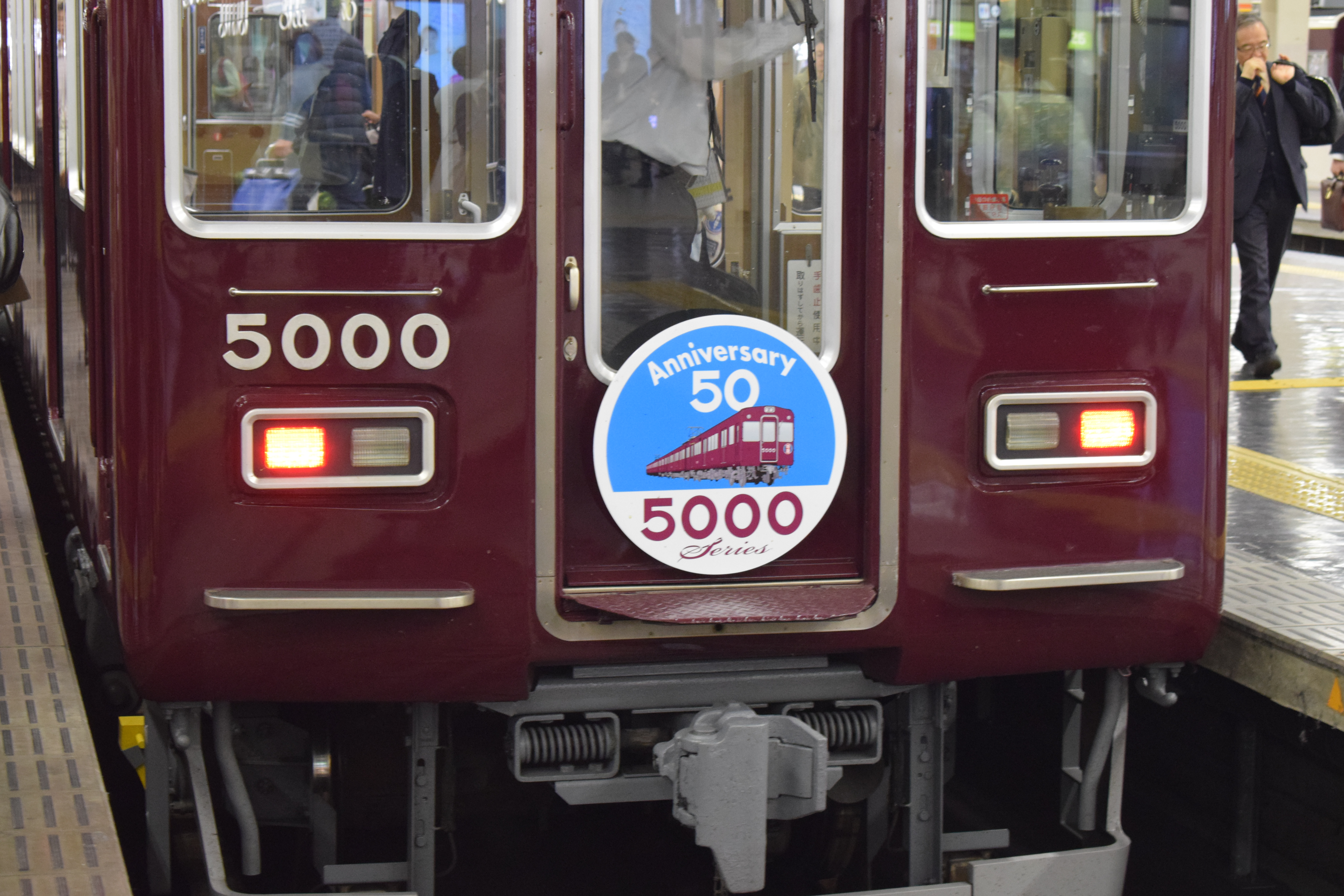
梅田側に掲出されたHM。5000Fの登場当初を模したイラストが描かれている。
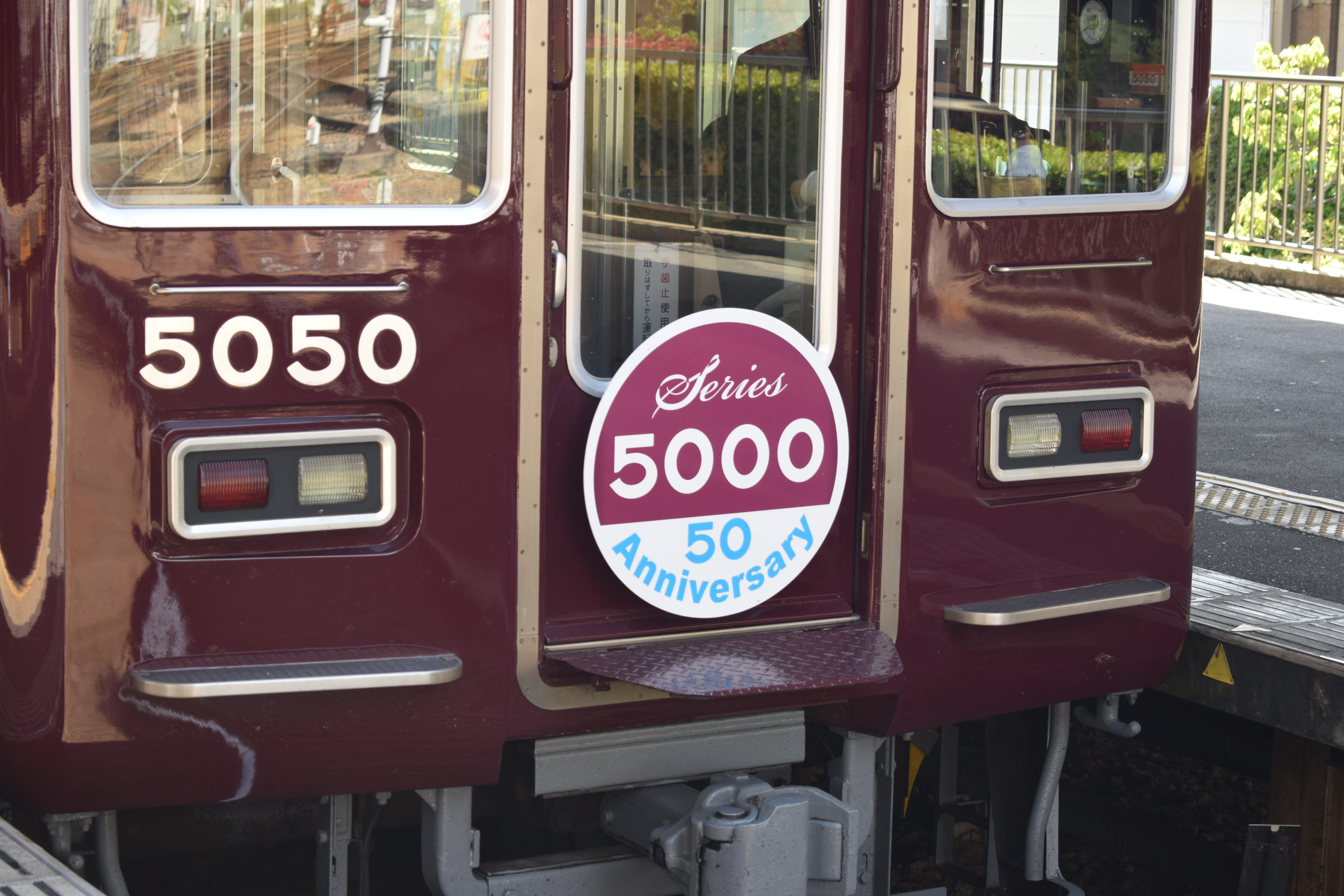
神戸側に掲出されたHM。
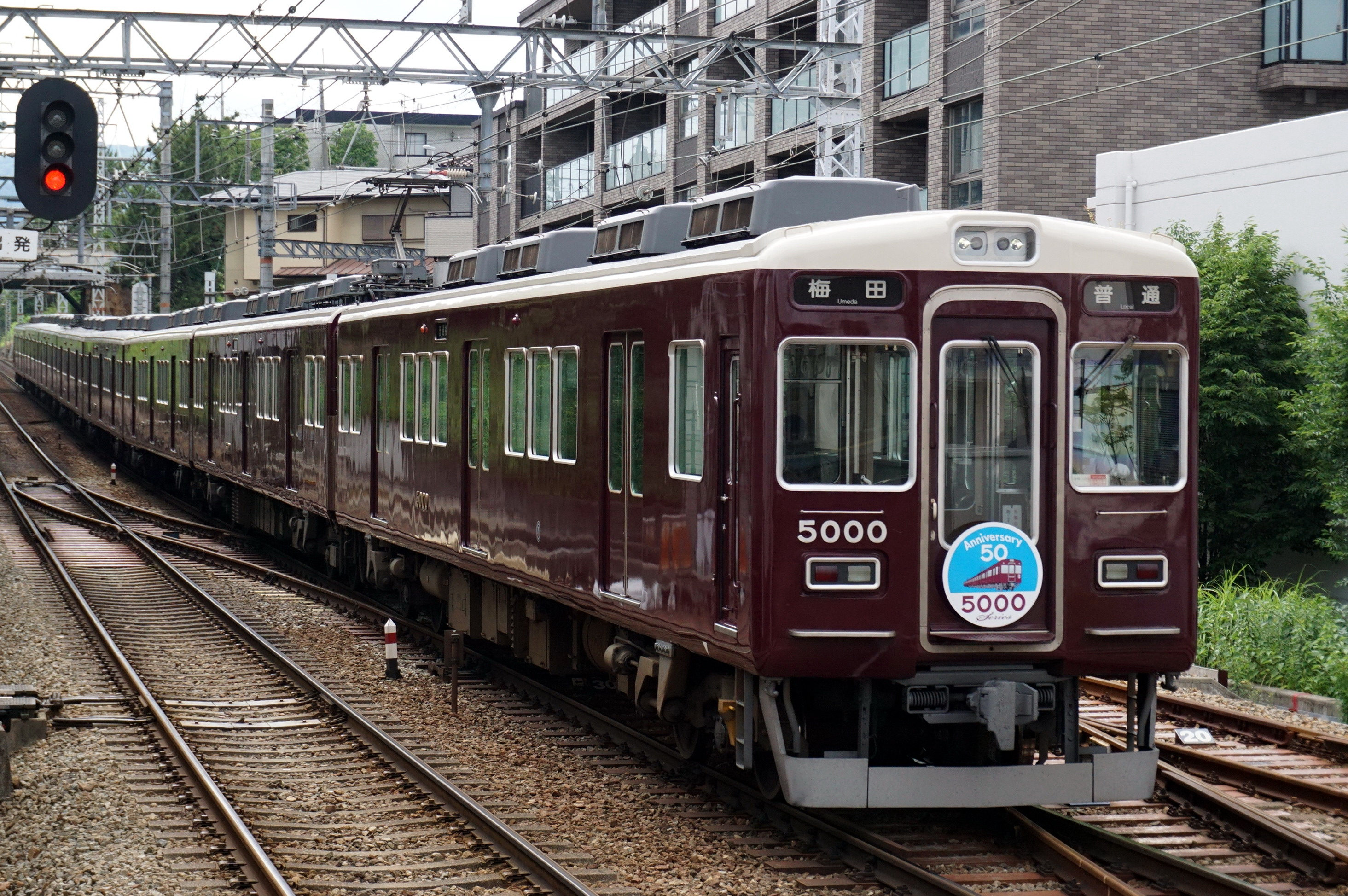
夙川駅に到着する5000F
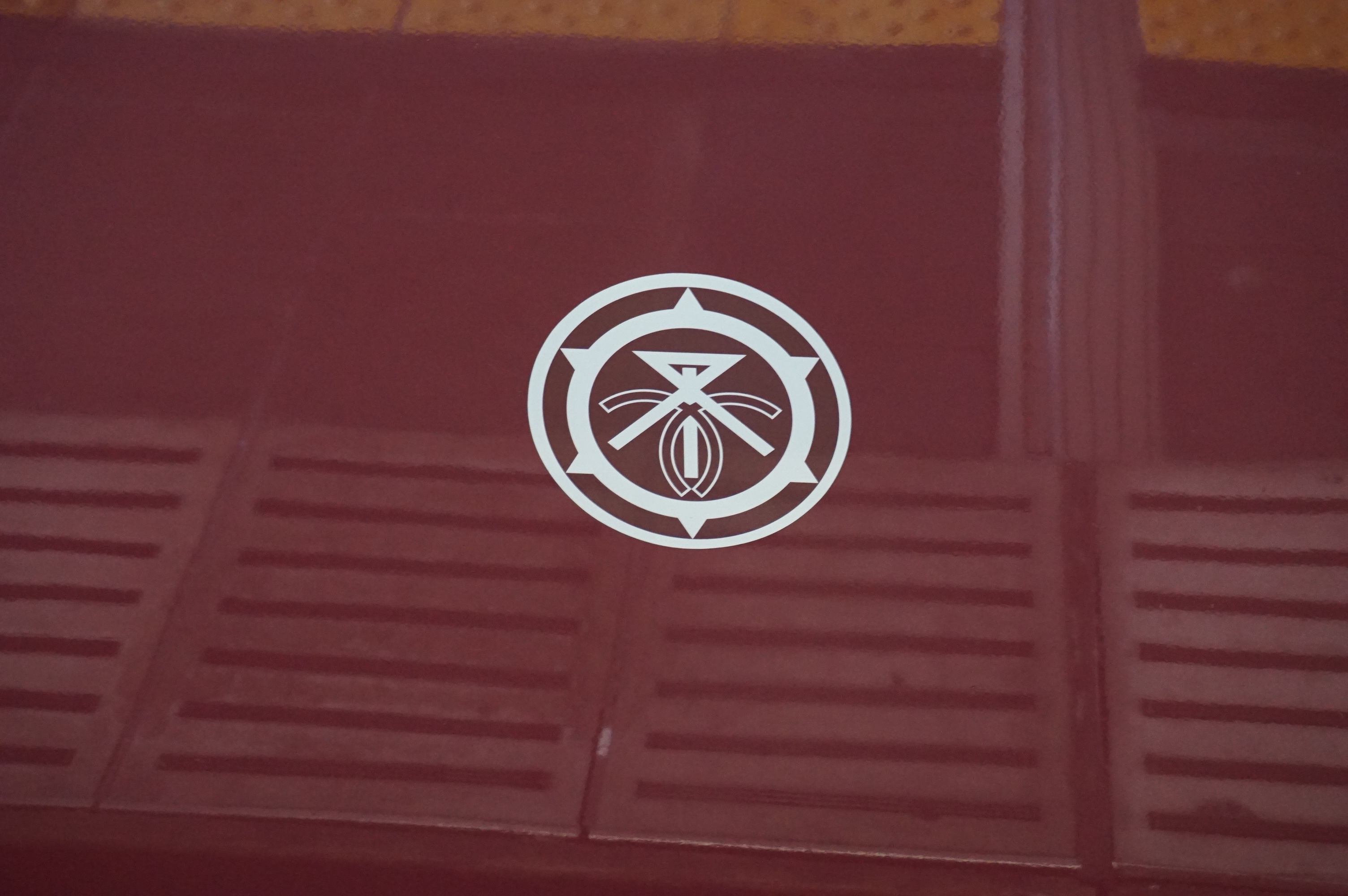
復刻された旧社章

## 編成
中間組込先頭車は運転台のある側にcの文字を、運転台撤去車は撤去側にoの文字を付している。

### 1999年
1999年10月1日現在。リニューアル施工開始前。
| ← 梅田新開地 → | ← 梅田新開地 → | ← 梅田新開地 → | ← 梅田新開地 → | ← 梅田新開地 → | ← 梅田新開地 → | ← 梅田新開地 → | ← 梅田新開地 → | 廃車                                     | 備考                               |
| M'c            | T              | T              | Mc             | M'c            | To             | M              | Tc             |                                          |                                    |
| 5000           | 2184           | 2085           | 5040 c         | c 5030         | o 2083         | 5500           | 5050           | 2007年6月29日(2083)                      | 2184・2085は3050Fに組込み          |
| M'c            | T              | T              | Mc             | M'c            | To             | M              | Tc             |                                          |                                    |
| 5002           | 2181           | 2082           | 5041 c         | c 5031         | 2182 o         | 5502           | 5052           | 2007年6月29日(2181・2082・2182)          |                                    |
| M'c            | To             | M              | Tc             | M'c            | To             | M              | Tc             |                                          |                                    |
| 5001           | o 2081         | 5501           | 5051 c         | c 5003         | 2183 o         | 5503           | 5053           | 2002年4月19日(2183) 2007年6月29日(2081)  |                                    |
| 5004           | o 2084         | 5504           | 5054 c         | c 5005         | 2185 o         | 5505           | 5055           | 2007年6月29日(2084・2185)                |                                    |
| 5006           | o 2086         | 5506           | 5056 c         | c 5007         | 2186 o         | 5507           | 5057           | 2003年2月20日(2086・2186)                |                                    |
| M'c            | T              | M              | Tc             | M'c            | T              | M              | Tc             |                                          |                                    |
| 5008           | 2066           | 5508           | 5058 c         | c 5009         | 2069           | 5509           | 5059           | 2005年12月15日(2066・2069)               |                                    |
| 5012           | 2172           | 5512           | 5062 c         | c 5013         | 2174           | 5513           | 5063           | 2005年12月15日(2172) 2008年7月15日(2174) |                                    |
| M'c            | To             | M              | Tc             | M'c            | T              | M              | Tc             |                                          |                                    |
| 5010           | o 2090         | 5510           | 5060 c         | c 5011         | 5563           | 5511           | 5061           |                                          | 2090は3064Fに、5563は5001Fに組込み |

### 2016年
2016年4月1日現在。全車リニューアル施工済み。
| ← 梅田新開地 → | ← 梅田新開地 → | ← 梅田新開地 → | ← 梅田新開地 → | ← 梅田新開地 → | ← 梅田新開地 → | ← 梅田新開地 → | ← 梅田新開地 → | 廃車                       | 備考 |
| M'c            | M              | T              | T              | M'             | M              | T              | Tc             |                            |      |
| 5000           | 5500           | 5590           | 5593           | 5520           | 5540           | 5570           | 5050           | 2020年3月25日              |      |
| 5002           | 5502           | 5592           | 5572           | 5521           | 5541           | 5573           | 5052           | 2018年3月23日（5592・5573) |      |
| 5001           | 5501           | 5591           | 5551           | 5523           | 5503           | 5563           | 5053           | 2019年4月4日(5591・5563)   |      |
| 5004           | 5504           | 5584           | 5554           | 5525           | 5505           | 5585           | 5055           | 2016年7月1日（5584・5585)  |      |
| 5006           | 5506           | 5586           | 5556           | 5527           | 5507           | 5587           | 5057           | 2017年7月6日（5586・5587)  |      |
| 5012           | 5512           | 5582           | 5562           | 5533           | 5513           | 5583           | 5063           | 2017年11月16日(5582・5583) |      |
| M'c            | M              | T              | To             | M'o            | M              | T              | Tc             |                            |      |
| 5008           | 5508           | 5588           | 5558 o         | o 5529         | 5509           | 5589           | 5059           | 2018年5月31日(5588・5589)  |      |
| 5010           | 5510           | 5580           | 5560 o         | o 5531         | 5511           | 5581           | 5061           | 2016年6月9日（5580・5581)  |      |

### 2021年
2021年6月現在。
| ← 西宮北口宝塚 → | ← 西宮北口宝塚 → | ← 西宮北口宝塚 → | ← 西宮北口宝塚 → | ← 西宮北口宝塚 → | ← 西宮北口宝塚 → | 廃車            | 備考 |
| M'c              | M                | T                | M'               | M                | Tc               |                 |      |
| 5001             | 5501             | 5551             | 5523             | 5503             | 5053             |                 |      |
| 5002             | 5502             | 5572             | 5521             | 5541             | 5052             |                 |      |
| 5004             | 5504             | 5554             | 5525             | 5505             | 5055             |                 |      |
| 5006             | 5506             | 5556             | 5527             | 5507             | 5057             |                 |      |
| 5012             | 5512             | 5562             | 5533             | 5513             | 5063             | 2023年6月22日付 |      |
| M'c              | M                | To               | M'o              | M                | Tc               |                 |      |
| 5008             | 5508             | 5558 o           | o 5529           | 5509             | 5059             |                 |      |
| 5010             | 5510             | 5560 o           | o 5531           | 5511             | 5061             |                 |      |